# مشكلة الإطار
في الذكاء الاصطناعي، مع تبعاته المترتبة على مجال العلوم الاستعرافية، تصف مشكلة الإطار مشكلة استخدام منطق الرتبة الأولى في التعبير عن الحقائق المتعلقة بروبوت ما في العالم. يتطلب تمثيل حالة الروبوت من خلال منطق الرتبة الأولى التقليدي استخدام العديد من المسلمات التي تشير ببساطة إلى أن الأشياء الموجودة في البيئة غير قابلة للتغير بشكل اعتباطي. على سبيل المثال، يصف هايز «عالم الكتل» باعتباره مجموعة من القواعد حول تكديس الكتل مع بعضها البعض. في نظام منطق الرتبة الأولى، يلزم وجود مسلمات إضافية من أجل توفير الاستنتاجات اللازمة حول البيئة (على سبيل المثال، أن الكتلة غير قابلة لتغيير وضعيتها ما لم تخضع للتحريك فيزيائيًا). تمثل مشكلة الإطار مشكلة العثور على مجموعات كافية من المسلمات لتقديم وصف عملي لبيئة الروبوت.
يعرّف جون مكارثي وباتريك جيه هايز هذه المشكلة في مقال لهما عام 1969، تحت عنوان بعض المشاكل الفلسفية من وجهة نظر الذكاء الاصطناعي. في هذه الورقة البحثية، والعديد من الأبحاث التي تبعتها، شكلت المشكلة الرياضية الرسمية نقطة انطلاق للعديد من النقاشات العامة حو صعوبة تمثيل المعرفة الخاصة بالذكاء الاصطناعي. تشمل هذه النقاشات مسائل مثل كيفية تقديم الادعاءات الافتراضية العقلانية وما يعتبره البشر الحس السليم في البيئة الافتراضية.
في الفلسفة، أصبحت مشكلة الإطار قابلة للتفسير على نطاق واسع من خلال ارتباطها مع مشكلة تقييد المعتقدات التي يجب تحديثها استجابة على الأفعال. في السياق المنطقي، يمكن تحديد الأفعال نموذجيًا من خلال الأشياء التي تغيرها، مع الافتراض الضمني بأن كل شيء آخر (الإطار) باق كما هو دون تغير.

## وصف المشكلة
تحدث مشكلة الإطار حتى في المجالات البسيطة للغاية. يمكن تمثيل سيناريو الباب، الذي قد يكون مفتوحًا أو مغلقًا، والمصباح، الذي قد يكون مضاءً أو مطفأ، إحصائيًا من خلال قضيتين اثنتين، «مفتوح» و«مضاء». في حال كانت هذه الشروط قابلة للتغيير، يمكن تمثليها عندئذ بشكل أفضل من خلال محمولين «مفتوح open» و«مضاء on» اللذين يستندان إلى الزمن ويُطلق عليهما اسم العاملين المتدفقين. يمكن تمثيل المجال الذي يتضمن إغلاق الباب وإطفاء المصباح في زمن 0، وفتح الباب في زمن 1، بشكل مباشر في المنطق من خلال استخدام الصيغ التالية:
{\displaystyle \neg \mathrm {open} (0)}
{\displaystyle \neg \mathrm {on} (0)}
{\displaystyle \mathrm {open} (1)}
تمثل أول صيغتين الحالة الأولية؛ بينما تشير الصيغة الثالثة إلى تأثير تنفيذ فعل فتح الباب في زمن 1. عند وجود شروط مسبقة لمثل هذا الفعل، مثل الباب غير مقفل، يمكن تمثيل ذلك من خلال «مقفل  «مفتوح open» (1). من الناحية العملية، قد يمتلك المرء في هذه الحالة «تنفيذ-مفتوح «excuteopen (t) لتحديد وقت تنفيذ الفعل بالإضافة إلى قاعدة . «تنفيذ-مفتوح excuteopen» (t)  «مفتوح open» (t+1) لتحديد تأثيرات الأفعال. يوفر مقال تفاضل وتكامل الحالة مزيدًا من التفاصيل بهذا الصدد.
على الرغم من تمثيل الصيغ الثلاث المذكورة أعلاه تعبيرًا مباشرًا عن منطق ما هو معلوم، إلا أنها غير كافية لاستخلاص التبعات بالشكل الصحيح. تُعد الشروط التالية (التي تمثل الحالة المتوقعة) متوافقة مع الصيغ الثلاث المذكورة أعلاه، لكنها ليست الوحيدة:
| {\displaystyle \neg \mathrm {open} (0)} | {\displaystyle \mathrm {open} (1)}    |
| {\displaystyle \neg \mathrm {on} (0)}   | {\displaystyle \neg \mathrm {on} (1)} |

بالطبع، تتمثل إحدى المجموعات الأخرى المتوافقة مع الصيغ الثلاث المذكورة أعلاه فيما يلي:
| {\displaystyle \neg \mathrm {open} (0)} | {\displaystyle \mathrm {open} (1)} |
| {\displaystyle \neg \mathrm {on} (0)}   | {\displaystyle \mathrm {on} (1)}   |

تنطوي مشكلة الإطار على فكرة مفادها أن تحديد تلك الشروط التي تعرضت للتغير بواسطة الأفعال لا يعني عدم تعرض جميع الشروط الأخرى للتغير. يمكن حل هذه المشكلة من خلال إضافة ما يُعرف باسم «مسلمات الإطار»، التي تنص بوضوح على عدم حدوث أي تغير في جميع الشروط التي لا تتأثر بالأفعال عند تنفيذ هذه الأفعال. على سبيل المثال، في حالة تنفيذ فعل فتح الباب في زمن 0، تنص مسلمة الإطار عندئذ على عدم تغير حالة المصباح من الزمن 0 إلى الزمن 1:
{\displaystyle \mathrm {on} (0)\iff \mathrm {on} (1)}
تنص مشكلة الإطار على اعتبار مسلمات الإطار هذه ضرورية لكل زوج مكون من فعل وشرط بطريقة لا يمكن للفعل فيها التأثير على الشرط. بعبارة أخرى، تتمثل المشكلة في إضفاء الطابع الرسمي على المجال الديناميكي دون تحديد مسلمات الإطار بوضوح.
ينطوي الحل الذي اقترحه مكارثي لحل هذه المشكلة على افتراض حدوث حد أدنى من التغييرات في الشروط؛ يمكن إضفاء الطابع الرسمي على هذا الحل باستخدام إطار تعيين الحدود. مع ذلك، تشير مشكلة إطلاق ييل إلى عدم إمكانية اعتبار هذا الحل صحيحًا في جميع الحالات. أمكن نتيجة لذلك اقتراح العديد من الحلول البديلة الأخرى، بما في ذلك تلك المنطوية على إكمال المحمول، والإطباق المتدفق، ومسلمات الحالة الخلف وما إلى ذلك؛ يمكن الاطلاع على شرحها أدناه. بحلول نهاية ثمانينات القرن العشرين، أمكن حل مشكلة الإطار التي حددها كل من مكارثي وهايز. مع ذلك، حتى بعد إيجاد الحل، بقي مصطلح «مشكلة الإطار» شائع الاستخدام، جزئيًا من أجل الإشارة إلى نفس المشكلة مع اختلاف بعض الأوضاع (على سبيل المثال، الأفعال المتزامنة)، وجزئيًا من أجل الإشارة إلى المشكلة العامة ذات الصلة بالتمثيل والتفكير المنطقي مع المجالات الديناميكية.